# Kvitfjell
Kvitfjell é uma  estação de esqui norueguesa.
Kvitfjell é uma estações de esqui mais modernas da Noruega, onde 85% das pistas de esqui alpino (20 Km) está coberto de neve articial, além disso ela está dotada de um  snowpark e de 400 Km de pistas de esqui de fundo, a qualidade dos hotéis está também presente.
A estação encontra-se perto de Lillehammer e de Fåvang.

## Eventos
- Jogos Olímpicos de Inverno 1994 onde ela acolheu homens e mulheres esquiadores.
- Taça do Mundo de Esqui Alpino onde ela organiza de tempos a tempos provas.